# Jo Frost
Jo Frost, geboren als Joanne A. Frost (Londen, 27 juni 1970), is een Britse kinderjuffrouw en televisiepersoonlijkheid, vooral bekend van het programma Supernanny, dat in Nederland werd uitgezonden als Eerste Hulp Bij Opvoeden. Frost heeft zes boeken over opvoeding geschreven. In 2017 presenteerde ze de documentaireserie Jo Frost On Britain's Killer Kids op de zender Crime and Investigation.

## Biografie
Frost werd geboren in Zuidwest-Londen als dochter van een Engelse vader en een uit Gibraltar afkomstige moeder, Joa Frost. Ze heeft meer dan vijfentwintig jaar ervaring als nanny, zowel in de Verenigde Staten als in het Verenigd Koninkrijk. Haar bekendheid groeide door haar rol in het televisieprogramma Supernanny, dat in meer dan 47 landen werd uitgezonden.
Frost is auteur van zes boeken over opvoeding:
- Supernanny: How to Get the Best from Your Children (ISBN 1-4013-0810-4)
- Ask Supernanny: What Every Parent Wants to Know
- Jo Frost's Confident Baby Care
- Jo Frost’s Confident Toddler Care
- Jo Frost’s Toddler SOS
- Jo Frost’s Toddler Rules

Frost pleit voor consistent ouderlijk gezag om een veilige en vredige omgeving voor kinderen te creëren. Ze staat vooral bekend om haar toepassing van de zogenaamde Naughty Step (strafhoek). In haar boeken biedt ze praktische oplossingen voor uiteenlopende gedragsproblemen bij kinderen, zoals bedtijd, eetgedrag, beleefdheid en woedebeheersing.